# Рихтер, Франц Ксавер
Франц Ксавер Рихтер (нем. Franz Xaver Richter, чеш. František Xaver Richter, фр. François-Xavier Richter; 1 декабря 1709 года, Голешов — 12 сентября 1789 года, Страсбург) — немецкий композитор чешского происхождения, принадлежавший к мангеймской школе.

## Биография
Родился в Моравии, где в 1722—1727 годах обучался в иезуитской семинарии в Угерске-Градиште. Затем продолжал музыкальное образование в Италии и в Вене. В 1740 году стал заместителем капельмейстера в оркестр князя Мельдегга в Кемптене, где написал свои «Большие симфонии», опубликованные в Париже. С 1747 года служил в придворном оркестре в Мангейме, исполнял обязанности скрипача, певца-баса и композитора. Был учителем Карла Стамица и Йозефа Крауса. В 1769 году приглашён капельмейстером в кафедральный собор Страсбурга, где жил до конца жизни. В 1778 году встречался с Моцартом.

## Творчество
Рихтер был характерным представителем так называемой «мангеймской школы», сыгравшей большую роль в переходе в музыке от барокко к классицизму. Собственные произведения Рихтера имеют как черты галантного стиля, так и предклассические элементы. Основной сферой деятельности композитора была оркестровая музыка — его перу принадлежат более 70 симфоний (в том числе 12 «Больших симфоний») и ряд концертов для различных инструментов с оркестром, а также шесть струнных квартетов и столько же трио-сонат для флейты. Среди других работ — оратория «Воздвижение Креста Господня» (итал. La deposizione dalla croce di Gesú Christo, 1748), три реквиема, Te Deum, 30 месс, 40 мотетов. Рихтеру также принадлежит учебник гармонии и композиции (нем. Harmonische Belehrungen; 1761—1767, издан в 1809 году).